# Andy Fairweather Low
Andrew Fairweather Low (ur. 2 sierpnia 1948) – walijski gitarzysta, autor piosenek, wokalista i producent. Jeden z założycieli popularnej w latach 60. grupy Amen Corner, w ostatnich latach współpracował koncertował z takimi muzykami jak Roger Waters, Eric Clapton czy Bill Wyman.

## Wczesna kariera
Fairweather Low urodził się w Cardiff w Walii. W latach 60. był współzałożycielem grupy Amen Corner, która wylansowała kilka hitów, między innymi "(If Paradise Is) Half as Nice", który dotarł do pierwszego miejsca na brytyjskiej liście przebojów. Grupa rozpadła się w 1970 roku. Część muzyków, w tym Fairweather, założyła nową kapelę nazwaną od lidera Fair Weather.
Po roku wspólnego grania, muzyk zdecydował się na solową karierę.
W późnych latach 70. oraz 80. współpracował z licznymi artystami jako muzyk sesyjny oraz drugi gitarzysta. Byli to między innymi Roy Wood, Leo Sayer, Albion Band, Garry Rafferty czy Helen Watson.
Istotną była współpraca z Rogerem Watersem, która zaczęła się od trasy koncertowej "The Pros and Cons of Hitchhiking tour" w 1985 roku. Fairweather uczestniczył w sesjach do dwóch albumów Watersa: "Radio KAOS" (1987) oraz "Amused to Death" (1992) oraz grał na jego trasach koncertowych: "In the Flesh World Tour" (1999-2002) oraz "Dark Side of the Moon" w 2006 i 2007 roku.

## Kariera po 1990 roku
Od wczesnych lat 90. często współpracował z Erikiem Claptonem, uczestnicząc między innymi w słynnym koncercie Claptona unplugged dla MTV w 1992 roku. Większość aktywności zawodowej Fairweathera w latach 90. łączy się właśnie ze współpracą z Claptonem.
W latach 2004–2005 koncertował u boku Billy Wymana wraz z jego zespołem Bill Wyman’s Rhythm Kings.
W 2008 roku koncertował wraz ze swoim zespołem Andy Fairweather Low & the Lowriders.
W 2009 roku dołączył ponownie do zespołu Erica Claptona często występując jako support przed jego koncertami (ponownie jako Andy Fairweather Low & the Lowriders).
Od 2011 roku występuje w zespole Steve'a Gadda The Gaddabouts.

## Dyskografia
- Spider Jiving (1974)
- La Booga Rooga (1975)
- Be Bop 'N' Holla (1976)
- Mega Shebang (1980)
- Wide Eyed And Legless: The A&M Recordings (First three albums on a double CD release) (2004)
- Sweet Soulful Music (2006)
- Best of Andy Fairweather Low – Low Rider (2008)
- Live in Concert (DVD) 2008
- Zone-O-Tone (2013)